# Les Enfants d'Édouard (Delaroche)
Les Enfants d'Édouard ou Le roi Édouard V et le duc d'York à la Tour de Londres est un tableau peint par Paul Delaroche en 1830. De style troubadour, le tableau porte sur le thème des princes de la Tour, à savoir Édouard V d'Angleterre et Richard de Shrewsbury, emprisonnés à la Tour de Londres, qui se serrent l’un contre l’autre, pressentent leur funeste sort, celui d'être assassinés, ce qui aurait été commandité, sans que les historiens et les spécialistes de cette période n'en soient certains, par leur oncle, le futur roi Richard III. Le chien en alerte, la lumière sous la porte et le regard inquiet d'un des enfants dans cette direction suggèrent une entrée imminente et accentuent la tension dramatique.
La peinture est présentée pour la première fois au Salon de 1831. Au moment de sa réception, a pu être qualifiée de "tableau à faire pleurer les chaumières", comme, plus tard, le tableau du même peintre, Le Supplice de Jane Grey, de 1833.
Il est conservé au musée du Louvre à Paris. En 2014, il est prêté au Musée des beaux-arts de Lyon dans le cadre de l'exposition L'invention du Passé. Histoires de cœur et d'épée 1802-1850.